# Gérard Fayolle
Pour les articles homonymes, voir Fayolle.
 (8 août 2025).
Le texte peut changer fréquemment, n’est peut-être pas à jour et peut manquer de recul. N’hésitez pas à participer, en veillant à citer vos sources.
Gérard Fayolle est un homme politique et essayiste français né le 11 octobre 1937 au Bugue (Dordogne) et mort le 8 août 2025.

## Biographie
Gérard Fayolle naît en Dordogne au Bugue le 11 octobre 1937.
Licencié ès lettres à Bordeaux, Gérard Fayolle est d'abord professeur au lycée Laure-Gatet de Périgueux de 1962 à 1966, puis chargé de mission au ministère de l'Éducation nationale, ensuite à l'hôtel Matignon au service de la Francophonie de 1967 à 1974. En 1975, il prend la direction d'une société de presse et d'édition, tout en gérant pendant dix ans la politique culturelle de la région Aquitaine. Le 1er octobre 1986, il est nommé rédacteur en chef, coordinateur des publications du Service d'information et de diffusion du Premier ministre.
D'abord membre du RPR, il fait ensuite partie de l'UMP.
Il meurt le 8 août 2025 et est enterré dans sa commune natale.

### Sénateur
Gérard Fayolle devient sénateur de la Dordogne le 13 janvier 1997, en remplacement d'Yves Guéna nommé au Conseil constitutionnel, et dont il était le suppléant. Gérard Fayolle ne parvient pas à se faire réélire au Sénat lors du renouvellement triennal du 30 septembre 1998.

## Mandats locaux
- Maire du Bugue de 1983 à 2008[5].
- Conseiller général de la Dordogne de 1979 à 1998 pour le canton du Bugue[1].
- Président du conseil général de la Dordogne de 1992 à 1994[1].
- Conseiller régional d'Aquitaine de 1986 à 1997[1].
- Vice-président de la communauté de communes Terre de Cro-Magnon de 2000 à 2008.

## Autres activités
Gérard Fayolle a été président de la Société historique et archéologique du Périgord (SHAP) de 2007 à 2018, créateur et président de l'Institut Eugène Le Roy, et vice-président  de l'Académie des lettres et des arts du Périgord. Membre en 1969 du Comité des historiens et géographes de langue française.

## Décorations
- Chevalier de la Légion d'honneur en 1999[1]
- Officier de l'ordre national du Mérite
- Chevalier de l'ordre des Arts et des Lettres

## Ouvrages
- La Vie quotidienne en Périgord au temps de Jacquou le Croquant, Hachette, Paris, 1977.
- Histoire du Périgord, tomes 1 et 2, Pierre Fanlac, Périgueux, 1983-1984.
- La vie quotidienne des élus locaux sous la Ve République, Hachette, Paris, 1989.
- 50 ans de batailles politiques en Dordogne, 1945-1995, éditions Fanlac, Périgueux, 1997.
- La vallée de la Dordogne (illustrations de José Correa), éditions de la Lauze, Périgueux, 2000.
- La vallée de la Vézère (illustrations de José Correa), éditions de la Lauze, Périgueux, 2000.
- Le pays du Périgord noir, éditions de la Lauze, Périgueux, 2000.
- Les nouvelles ruralités - Les villages et la mondialisation, éditions Sud Ouest, Bordeaux, cop. 2001.
- Le monde des Causses, du Périgord aux Cévennes, éditions Sud Ouest, Bordeaux, cop. 2002.
- Le Périgord de Jacquou le croquant, Hachette Littératures, Paris, 2002.
- L'Aquitaine au temps de François Mauriac 1885-1970, Hachette Littératures, Paris, 2004.
- L'Aquitaine au temps de François Mauriac 1885-1970, Le Grand Livre du mois, Paris, 2004.
- Le Bugue, trente ans d’histoire 1977-2007, P.L.B Éditeur, Le Bugue, 2007.
- Le clan des Ferral - un conte du Périgord, éditions Sud Ouest, Bordeaux, DL 2009.
- Le Périgord des Trente Glorieuses 1945-1975 - Chronique du temps des changements, éditions Fanlac, Périgueux, 2015 (Prix spécial 2015 de l'Académie nationale des sciences, belles-lettres et arts de Bordeaux).
- Le Bugue - Un village et ses historiens, S.H.A.P./P.L.B. éditeur 2023[6].